# Rachel Johncock
Rachel Johncock (* 4. Oktober 1993 in Bangor) ist eine britische Leichtathletin, die sich auf 100- und 200-Meter-Läufe spezialisiert hat.  

## Sportliche Laufbahn
2012 trat Rachel Johncock erstmals bei internationalen Meisterschaften, den U20-Weltmeisterschaften in Barcelona, an und schied dort über 100 Meter im Halbfinale aus. Mit der britischen Staffel wurde sie im Finale disqualifiziert. 2013 belegte sie bei den U23-Europameisterschaften in Tampere den fünften Platz über 100 Meter und gewann die Silbermedaille mit der 4-mal-100-Meter-Staffel. 2014 vertrat sie Wales bei den Commonwealth Games in Glasgow und schied dort  im 100-Meter-Lauf in der ersten Runde aus. Mit der walisischen Staffel erreichte sie den siebten Platz. 2015 qualifizierte sie sich für die Halleneuropameisterschaften in Prag, bei denen sie über 60 Meter im Halbfinale ausschied.

## Bestleistungen
- 100 Meter: 11,45 s (+1,7 m/s), 31. Mai 2014 in Cardiff
  - 60 Meter (Halle): 7,24 s, 21. Februar 2015 in Birmingham
- 200 Meter: 23,74 s (0,0 m/s), 1. Juni 2013 in Genf